# Hygge

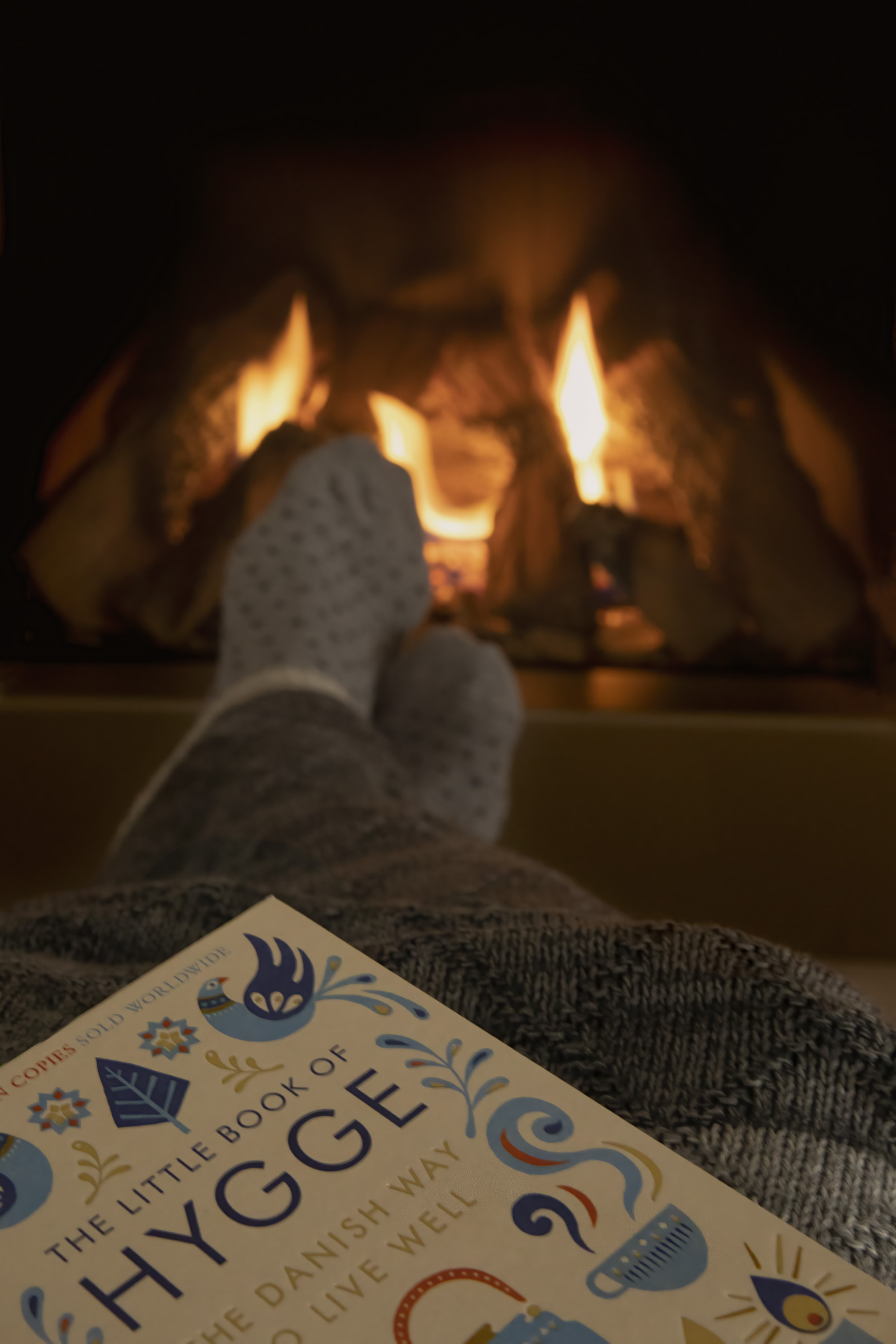
Ilustracja hygge

Hygge (wym. /ˈhuːɡə/) – duńskie słowo oznaczające komfort, wygodę, przytulność, używane jako określenie osiągnięcia wewnętrznej równowagi, bezpieczeństwa i szczęścia, zwłaszcza przez społeczeństwa skandynawskie. Koncept narodził się w Danii w XIX wieku. Jest uważany za odpowiednik francuskiego joie de vivre.

## Filozofiahygge
Hygge jest rzeczownikiem, choć istnieją również czasownik at hygge i przymiotnik hyggelig. Słowo hygge, oznaczające dosłownie wygodę, rozumiane jest szerzej jako przytulność, błogostan, komfort bycia zarówno ze sobą, jak i z innymi. Hygge nie jest kojarzone z wartościami materialnymi i konsumpcjonizmem, stoi w opozycji do niego; dotyczy bardziej stanów i nastrojów niż rzeczy i składa się z drobnych rzeczy, których nie powinno się sobie odmawiać. Z hygge kojarzone są np. wieczór spędzony w ciepłym pokoju, zgromadzenia rodzinne na święta Bożego Narodzenia, drożdżówki z cynamonem, świece czy ciepłe skarpetki z kaszmiru. Krytycy uważają hygge za hołubienie przeciętności, poprzestawanie na małym i przejaw eskapizmu. Filozofia hygge kojarzona jest przede wszystkim z klasą średnią, choć sami Duńczycy uważają ją za wyróżnik dla wszystkich klas społecznych.

## Hyggejako moda
Koncept hygge zyskał uznanie również poza Danią, zwłaszcza w Wielkiej Brytanii, głównie na fali mody na Skandynawię. Ukazują się liczne publikacje na ten temat, a samo słowo zostało uznane za drugie słowo roku 2016 według wydawnictwa HarperCollins, pierwsze miejsce zajął Brexit. Hygge stał się punktem odniesienia, np. w jednym z felietonów BBC pojawiła się sugestia, że polskim odpowiednikiem hygge jest postawa jakoś to będzie.

## Hyggew wystroju wnętrz
Filozofia hygge znajduje swoje odzwierciedlenie w wystroju wnętrz, głównie poprzez dobór naturalnych materiałów i kolorów oraz organizacji przestrzeni za pomocą praktycznych i stylowych dodatków. Podczas projektowania pomieszczeń bierze się przede wszystkim pod uwagę aspekty wspierające życie rodzinne i towarzyskie. Ważne są zatem przestrzeń oraz wygoda.